# Van Heflin
Van Heflin (n. 13 decembrie 1908, Walters⁠(d), Oklahoma, SUA – d. 23 iulie 1971, Los Angeles, California, SUA) a fost un actor de film american.
Printre cele mai cunoscute filme ale sale se numără Traseul Santa Fe (1940), Johnny Eager (1941), Trenul de Yuma (1957), A fost cândva hoț (1965) și Aeroportul (1970).

## Filmografie
- 1936 Una donna si ribella (A Woman Rebels), regia Mark Sandrich
- 1937 The Outcasts of Poker Flat, regia Christy Cabanne
- 1937 L'ultimo volo (Flight from Glory), regia Lew Landers
- 1937 Annapolis Salute, regia Christy Cabanne
- 1937 Saturday's Heroes, regia Edward Killy
- 1939 Back Door to Heaven, regia William K. Howard

- 1940 Traseul Santa Fe (Santa Fe Trail), regia Michael Curtiz
- 1941 Chi dice donna... (The Feminine Touch), regia W. S. Van Dyke
- 1941 Il molto onorevole Mr. Pulham (H.M. Pulham, Esq.), regia King Vidor
- 1941 Johnny Eager (Johnny Eager), regia Mervyn LeRoy
- 1942 Delitto al microscopio (Kid Glove Killer), regia Fred Zinnemann
- 1942 Grand Central Murder, regia Sylvan Simon
- 1942 7 ragazze innamorate (Seven Sweethearts), regia Frank Borzage
- 1942 Tennessee Johnson, regia William Dieterle
- 1943 Presenting Lily Mars, regia Norman Taurog
- 1946 Strania iubire a lui Martha Ivers (The Strange Love of Martha Ivers), regia Lewis Milestone
- 1946 Nuvole passeggere (Till the Clouds Roll By), regia Richard Whorf
- 1947 Anime in delirio (Possessed), regia Curtis Bernhardt
- 1947 Il delfino verde (Green Dolphin Street), regia Victor Saville
- 1948 La moglie ricca (B.F.'s Daughter), regia Robert Z. Leonard
- 1948 Tap Roots (Tap Roots), regia George Marshall
- 1948 Cei trei mușchetari (The Three Musketeers), regia George Sidney
- 1948 Act de violență (Act of Violence), regia Fred Zinnemann
- 1949 Madame Bovary, regia Vincente Minnelli
- 1949 I marciapiedi di New York (East Side, West Side), regia Mervyn LeRoy

- 1951 Tomahawk - Scure di guerra (Tomahawk), regia George Sherman
- 1951 Sciacalli nell'ombra (The Prowler), regia Joseph Losey
- 1951 Weekend cu tata (Week-End with Father), regia Douglas Sirk
- 1952 Fiul meu John (My Son John), regia Leo McCarey
- 1953 Moloch il dio della vendetta (South of Algiers), regia Jack Lee
- 1953 Il cavaliere della valle solitaria (Shane), regia George Stevens
- 1953 Aripă de șoim (Wings of the Hawk), regia Budd Boetticher
- 1954 Tanganika (Tanganyika), regia André De Toth
- 1954 La spia dei ribelli (The Raid), regia Hugo Fregonese
- 1954 Woman's World (Woman's World), regia Jean Negulesco
- 1954 L'amante sconosciuto (Black Widow), regia Nunnally Johnson
- 1955 Prima dell'uragano (Battle Cry), regia Raoul Walsh
- 1955 Numără până la 3 și roagă-te! (Count Three and Pray), regia George Sherman
- 1956 I giganti uccidono (Patterns), regia Fielder Cook
- 1957 Trenul de Yuma (3:10 to Yuma), regia Delmer Daves
- 1958 Il sentiero della violenza (Gunman's Walk), regia Phil Karlson
- 1958 La tempesta, regia di Alberto Lattuada
- 1959 Cordura (They Came to Cordura), regia Robert Rossen

- 1960 Five Branded Women (5 Branded Women), regia Martin Ritt
- 1960 Sotto dieci bandiere, regia Duilio Coletti
- 1961 Epava (Il Relitto), regia Michael Cacoyannis
- 1963 Strigăt de bătălie (Cry of Battle), regia Irving Lerner
- 1965 Viața lui Iisus (The Greatest Story Ever Told), regia George Stevens
- 1965 A fost cândva hoț (Once a Thief), regia Ralph Nelson
- 1966 Diligența (Stagecoach), regia Gordon Douglas
- 1967 L'uomo che viene da lontano (The Man Outside), regia Samuel Gallu
- 1968 Ognuno per sé, regia Giorgio Capitani
- 1969 The Big Bounce (The Big Bounce), regia Alex March
- 1970 Aeroportul (Airport), regia George Seaton

## Premii
- 1943 Oscar
  - Cel mai bun actor în rol secundar pentru Johnny Eager[11]